# Yahuarlocro
Yahuarlocro ou yaguarlocro é uma sopa tradicional do Equador, baseada no estômago e intestino de borrego com batata e servida com o próprio sangue do animal. Numa receita, dá-se ênfase ao modo de limpar as tripas, virando-as e esfregando bem em água com sumo de limão e folhas de hortelã. À parte, faz-se um refogado com azeite, cebola branca, coentro, orégão, cominho, pimenta e alho; junta-se batata descascada e cortada e leite em que se diluiu amendoim torrado; finalmente, junta-se o caldo em que cozeram as tripas. 
Noutra receita, aconselha-se cozer a pança e outras vísceras (“cubiertas”) em água abundante com cebola “paiteña”, alho, rama de cebola branca; cortar em pedaços pequenos e reservar. Fazer um refogado com “manteca de color” (que pode ser manteiga de leite de vaca ou de gordura de porco, temperada com achiote ou urucum) cebola branca, alho e orégão, e juntar uma parte das batatas descascadas e cortadas, a pança e as tripas. Juntar a água de cozedura das tripas e deixar ferver até as batatas se desfazerem; juntar leite e os resto das batatas cortadas, sal, pimenta e coentro. Separadamente, fazer um refogado com cebola “paiteña”, branca, orégão, sal e pimenta e fritar nele o sangue; juntar coentro no final. Servir a sopa bem quente e acompanhar com um prato onde se encontra o sangue frito, abacate partido e curtido de cebola e tomate. 